# West Horsley
West Horsley est une paroisse civile et un village du Surrey, en Angleterre.